# خورشیدگرفتگی ۱۰ نوامبر ۱۹۲۰
خورشیدگرفتگی ۱۰ نوامبر ۱۹۲۰ (به انگلیسی: Solar eclipse of November 10, 1920) یک خورشیدگرفتگی از نوع خورشیدگرفتگی جزئی است. این خورشیدگرفتگی در تاریخ ۱۰ نوامبر ۱۹۲۰ میلادی (‎۱۹ آبان ۱۲۹۹ خورشیدی) روی داد که زمان اوج آن، ساعت ۱۵:۵۲:۱۵ به‌وقت ساعت هماهنگ جهانی بوده‌است.